# Glock Ges.m.b.H.
Glock Ges.m.b.H. (marca registrada como GLOCK) es un fabricante de armas con sede Deutsch-Wagram, Austria, fundada en 1963 por Gaston Glock. Si bien la compañía es conocida por su línea de pistolas con armazón de polímero, también produce cuchillos Glock, palas plegables, diversos productos y prendas de vestir relacionados con los caballos.

## Productos

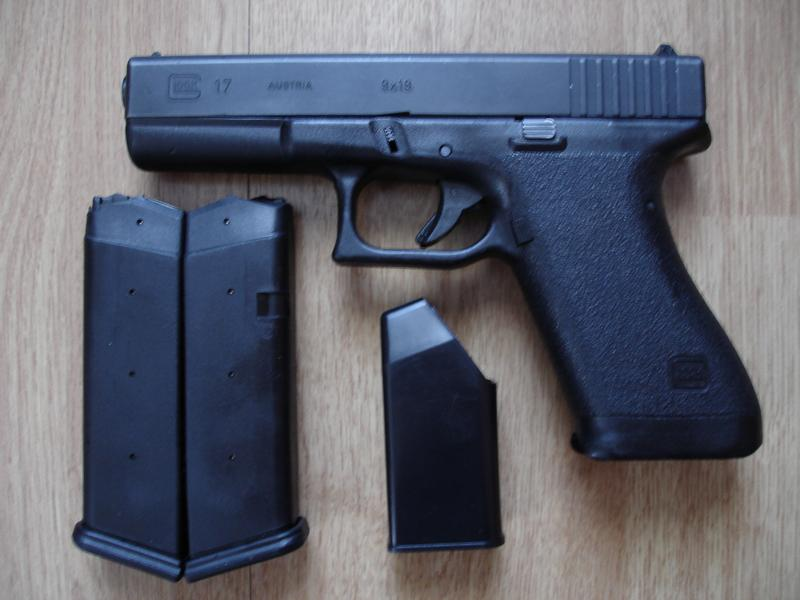
Primera versión de la pistola calibre 9 mm Glock 17.

La primera arma de fuego de Glock fue la GLOCK 17, a principios de los años 80. Esta arma fue conocida como la P80 (hoy G-17) y fue desarrollada para el Ejército Austriaco. Hoy, existen 21 distintos modelos de pistolas Glock, cuya construcción es igual, pero varían en el calibre (desde 9mm hasta .45 ACP, incorporando calibres nuevos como el .45 GAP (Glock Automatic Pistol) y otros menos difundidos como el .357 SIG o el 10 mm. AUTO precursor del .40 SW, dentro de los modelos Glock están los estándar, compactos, subcompactos, slim y de competición o large y otros detalles como la longitud y la cantidad de municiones que pueden cargar. Siendo el .357 SIG un calibre suave y potente, con un muy buen poder de penetración, según lo demuestran las pruebas realizadas por Andrés Muntaner, en las que se compararon casi todos los calibres en que se presentan las Glock.
Estas pistolas fueron de las primeras que emplearon materiales no metálicos para la construcción del arma (objetivamente no fueron las primeras). Por este hecho, las pistolas Glock fueron conocidas como las "pistolas de plástico". En realidad, las pistolas emplean aún numerosas partes fabricadas de metal. Las pistolas operan con un mecanismo único de seguridad, llamado "Safe-Action", mediante el cual tres seguros se emplean automáticamente para prevenir que el arma se dispare accidentalmente. Si alguno de los mecanismos falla, los otros dos sirven de mitigación para que el arma no se accione involuntariamente.

## Subsidiarias
Las subsidiarias internacionales actuales de Glock son:
- Glock America N.V. (Uruguay)
- Glock, Inc. (Estados Unidos)
- Glock (H.K.) Ltd. (Hong Kong)
- Glock Middle East FZE (Emiratos Árabes Unidos)

## Popularidad

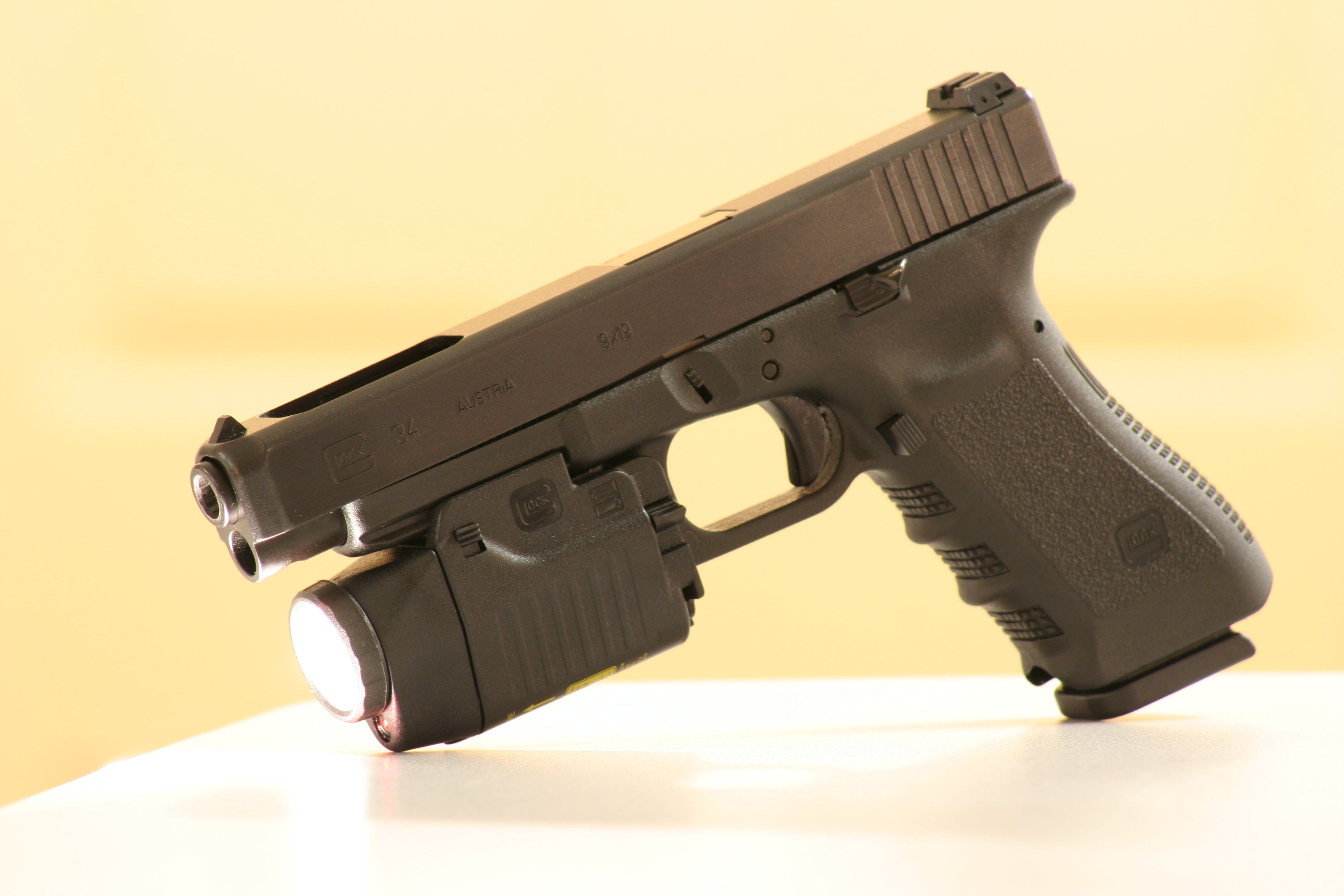
Pistola calibre 9 mm Glock modelo 34 equipada con el accesorio linterna/láser GTL 22.

Las pistolas Glock son el arma estándar para el ejército noruego y el austriaco, la policía de Londres, la policía de Venezuela, la policía de Uruguay, la policía nacional del Ecuador, la policía de Costa Rica, la policía austriaca, algunas unidades policiales especiales alemanas, como la GSG 9, y 2/3 de las fuerzas de policía de los Estados Unidos. Adicionalmente, las Glock fueron provistas a las nuevas autoridades de seguridad de Irak.
Las pistolas Glock también son populares en películas y episodios de televisión. En la película The Matrix Reloaded se utiliza la versión GLOCK 18, la cual es totalmente automática.
Parte de esta popularidad le llegó al ser mostrada en la película La Jungla de Cristal 2. En dicho film, se afirmaba que era indetectable al estar fabricada en cerámica, lo que hizo que sus ventas aumentasen (aunque no es cierto).

## Galería

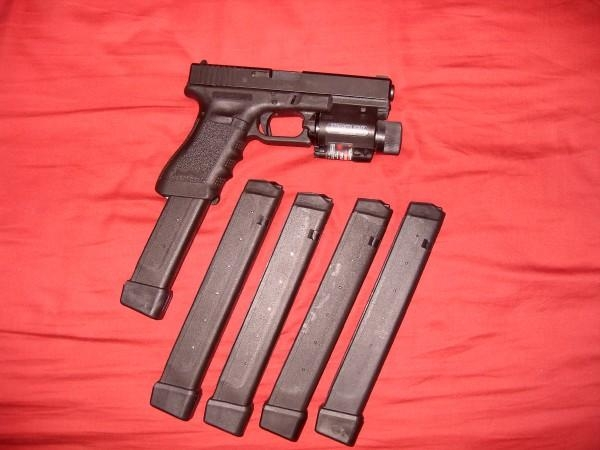
Glock 22 calibre .40 con accesorio linterna/láser M6 y con cargadores de 28 cartuchos.
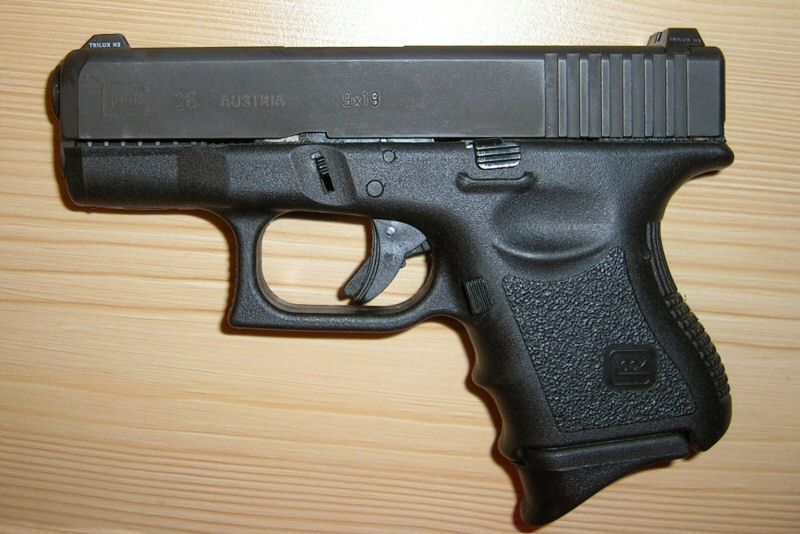
Pistola subcompacta calibre 9 mm Glock 26.
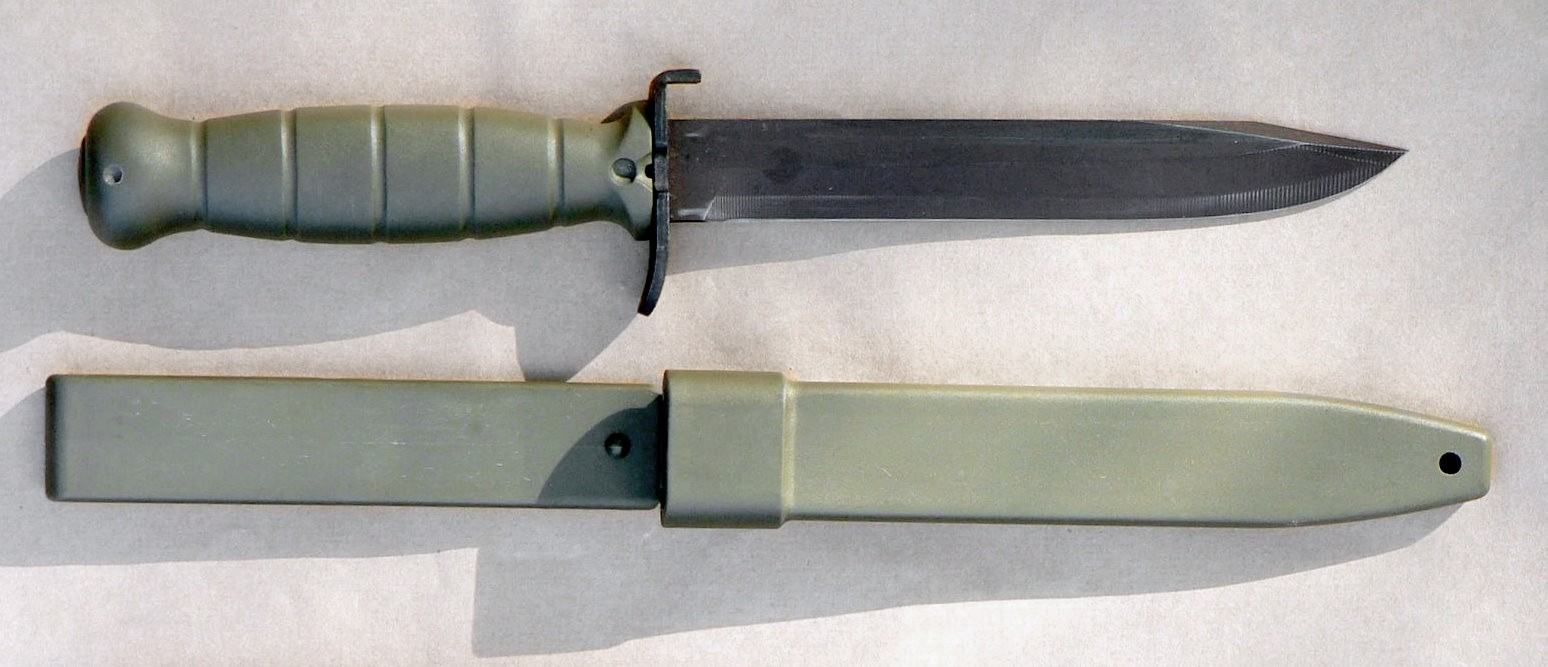
Cuchillo de combate Glock Feldmesser FM 78 con su funda.
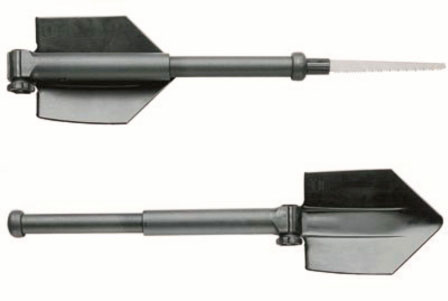
Pala plegable Glock Feldspaten.